# Poliodestra glaucippe
Poliodestra glaucippe là một loài bướm đêm trong họ Noctuidae.